# Joiner
Joiner város az Amerikai Egyesült Államok Arkansas államában, Mississippi megyében. Lakosainak száma 498 fő (2020. április 1.).

## Népesség
A település népességének változása:
| Lakosok száma | 540  | 576  | 498  |
|               | 2000 | 2010 | 2020 |